# Harri Säteri
Harri Tapio Säteri (* 29. Dezember 1989 in Toijala) ist ein finnischer Eishockeytorwart, der seit Juli 2022 beim EHC Biel aus der Schweizer National League unter Vertrag steht. Zuvor war Säteri unter anderem für die Florida Panthers und Arizona Coyotes in der National Hockey League (NHL) aktiv und absolvierte 270 Partien in der Kontinentalen Hockey-Liga (KHL).

## Karriere
Säteri verbrachte den Großteil seiner Juniorenkarriere im Nachwuchs von Hämeenlinnan Pallokerho, ehe er im Sommer 2006 in die Juniorenabteilung von Tappara wechselte. Dort avancierte der Torwart umgehend zum Stammspieler der U20-Mannschaft, während er zeitgleich zum erweiterten Kader der Profimannschaft in der SM-liiga gehörte. Dort debütierte er im Verlauf der Saison 2008/09 als Ersatzmann von Mika Lehto. Zuvor war das Talent im NHL Entry Draft 2008 in der vierten Runde an 106. Stelle von den San Jose Sharks aus der National Hockey League (NHL) ausgewählt worden. Nachdem im folgenden Sommer die Auswahl im KHL Junior Draft 2009 durch den SKA Sankt Petersburg aus der Kontinentalen Hockey-Liga (KHL) an der achten Gesamtposition erfolgt war, löste er Lehto vor der Spielzeit 2009/10 als Nummer 1 zwischen den Pfosten ab. Zuvor hatte der Schlussmann seinen Vertrag um zwei Jahre verlängert.
Nachdem der Finne aber im Mai 2010 einen Einstiegsvertrag bei den San Jose Sharks unterzeichnet hatte, verbrachte er die Saison 2010/11 nur noch auf Leihbasis bei Tappara. Zum Ende des Spieljahres erfolgte schließlich der Wechsel nach Nordamerika in die Organisation der Sharks. Dort kam Säteri in den folgenden drei Spielzeiten ausschließlich beim Farmteam Worcester Sharks in der American Hockey League (AHL) zu Einsätzen. Obwohl er in allen drei Jahren teamintern die meisten Einsätze auf seiner Position absolviert hatte und sein Vertrag im Sommer 2013 um ein Jahr verlängert worden war, gelang ihm der Sprung in die NHL nicht. Stattdessen verließ der Torhüter den nordamerikanischen Kontinent im Sommer 2014 und heuerte beim HK Witjas aus der KHL an. Nach zunächst zwei schwierigen Spielzeiten führte Säteri das Team in der Saison 2016/17 erstmals seit Einführung der KHL im Jahr 2008 in die Playoffs, wo es dem späteren Meister SKA Sankt Petersburg bereits in der ersten Runde nach Spielen mit 0:4 unterlag.
Seine Leistungen in der KHL führten aber dazu, dass der Torwart im Juli 2017 ein Vertragsangebot von den Florida Panthers aus der NHL erhielt. Zwar wurde Säteri zu Saisonbeginn auch dort zunächst gemeinsam mit Sam Montembeault beim AHL-Kooperationspartner Springfield Thunderbirds eingesetzt, im Januar 2018 feierte der Torhüter jedoch sein NHL-Debüt. Im restlichen Saisonverlauf kam er auf insgesamt neun Einsätze im Trikot der Panthers, bei denen er das Eis viermal als Sieger verließ. Zur Spielzeit 2018/19 sicherten sich die Detroit Red Wings die Dienste des Free Agents. In deren Franchise bildete er über den gesamten Verlauf der Spielzeit lediglich ein Torhütergespann mit dem Slowaken Patrik Rybár beim AHL-Farmteam Grand Rapids Griffins.

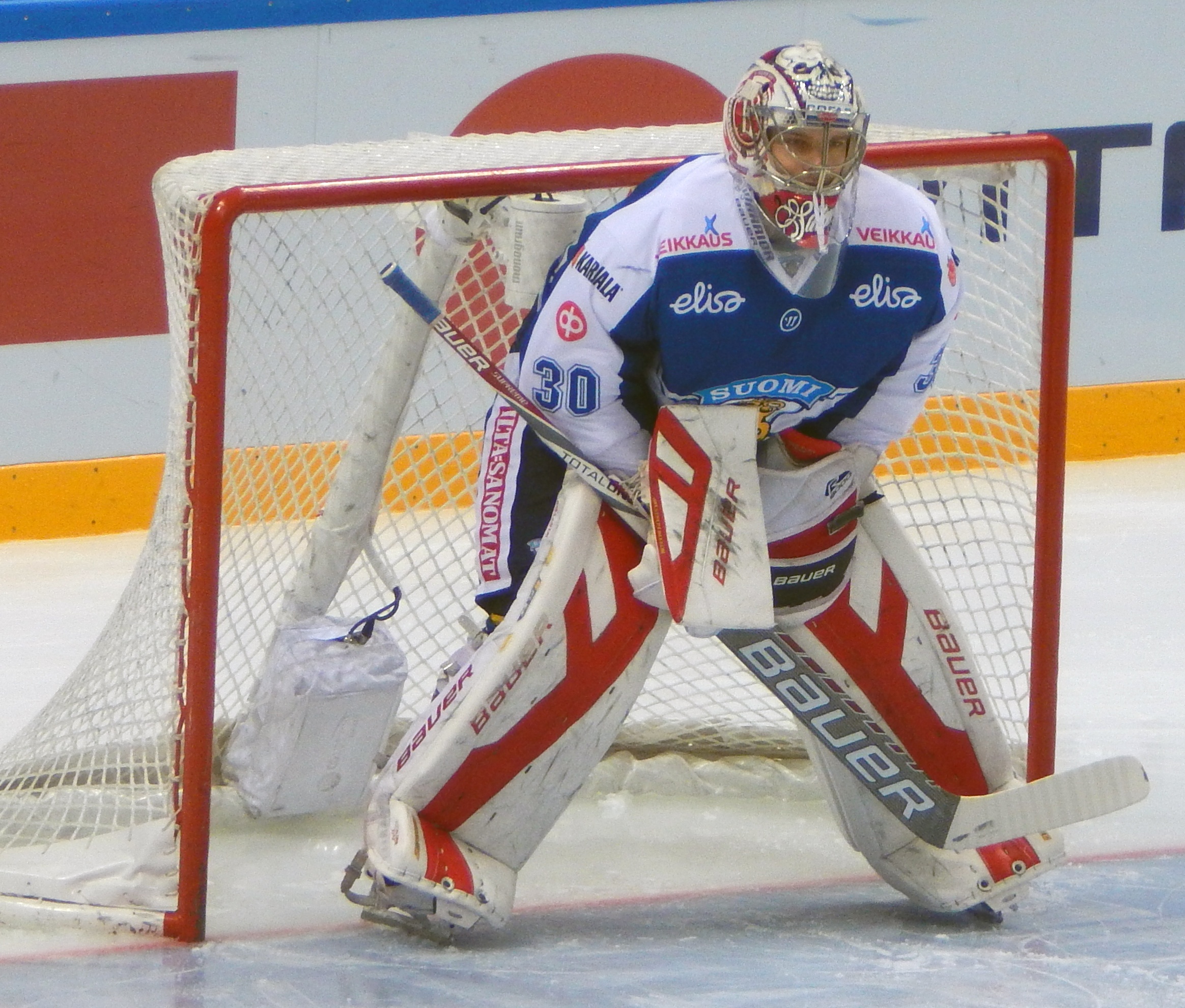
Säteri im Trikot der finnischen Nationalmannschaft (2015)

Im Sommer 2019 wechselte Säteri wieder zurück in die KHL und schloss sich diesmal dem HK Sibir Nowosibirsk an. Gleich zu Saisonbeginn wurde der Torwart im Oktober als bester Spieler auf seiner Position ausgezeichnet. Es folgten insgesamt drei Spielzeiten in Nowosibirsk. Infolge des russischen Überfalls auf die Ukraine verließ Säteri den Klub Anfang März 2022 umgehend. Er erhielt daraufhin ein Angebot der Toronto Maple Leafs aus der NHL bis zum Ende des Spieljahres. Um sich dem Team nach der Vertragsunterschrift anschließen zu können, musste Säteri zunächst auf den Waiver gesetzt werden. Dort hatten die restlichen Mannschaften der Liga insgesamt 24 Stunden Zeit, den Spieler auszuwählen, was die Arizona Coyotes letztlich taten und so den geschlossenen Vertrag übernahmen. Bis zum Saisonende setzten die Coyotes ihn insgesamt sechsmal ein.
Zur Spielzeit 2022/23 beendete Säteri sein drittes Engagement in Übersee und einigte sich auf ein Arbeitsverhältnis mit dem EHC Biel aus der Schweizer National League. Mit seinen Leistungen führte der Finne die Bieler zum Erreichen der Vizemeisterschaft. Er selbst wurde als bester Torhüter der Liga ausgezeichnet sowie ins All-Star-Team der Liga gewählt. Sein Vertrag wurde in der Folge mehrfach verlängert. 

### International
Säteri kam bereits ab dem Jahr 2004 im Alter von 15 Jahren in der finnischen U16-Nationalmannschaft zu ersten internationalen Einsätzen. In der Folge absolvierte er die World U-17 Hockey Challenge 2006, U18-Junioren-Weltmeisterschaft 2007 sowie die U20-Junioren-Weltmeisterschaften der Jahre 2008 und 2009. Bei den vier Turnieren, die allesamt ohne Medaillengewinn endeten, teilte er sich die Aufgaben im Tor mit seinen gleichaltrigen Mitstreitern Tomi Karhunen, Juha Metsola und Riku Helenius.
Für die finnische A-Nationalmannschaft debütierte Säteri bereits in der Saison 2009/10 im Rahmen der Euro Hockey Tour. Durch seinen Wechsel nach Nordamerika folgten weitere Einsätze erst wieder sechs Jahre später. Sein erstes großes, internationales Turnier bestritt der Schlussmann mit der Weltmeisterschaft 2017. Dort war er gleichberechtigt mit Joonas Korpisalo und kam auf sechs Einsätze. Eine weitere Teilnahme erfolgte bei den Welttitelkämpfen 2018. Nachdem Nominierungen in den folgenden drei Jahren ausblieben, gehörte Säteri bei der Weltmeisterschaft 2021 wieder zum finnischen Aufgebot. Als Back-up von Jussi Olkinuora gewann er mit seinem Heimatland dort die Silbermedaille. Ein Jahr später sowohl bei den Olympischen Winterspielen 2022 in der chinesischen Hauptstadt Peking als auch der WM 2022 gewann das Duo gemeinsam die Goldmedaille. Während Olkinuora bei der WM wieder die meisten Einsätze übernommen hatte, hatte Säteri die Leijonat als Stammtorhüter zum Olympiasieg geführt. Bei der Weltmeisterschaft 2024 gehörte er erstmals seit dem Doublegewinn wieder zum finnischen Kader.

## Erfolge und Auszeichnungen
| - 2006 Höchste Fangquote der U18-SM-sarja-Hauptrunde - 2019 KHL-Torwart des Monats Oktober - 2023 Schweizer Vizemeister mit dem EHC Biel | - 2023 Bester Torwart der National League - 2023 NL Media All-Star Team |

### International
- 2021 Silbermedaille bei der Weltmeisterschaft
- 2022 Goldmedaille bei den Olympischen Winterspielen
- 2022 Goldmedaille bei der Weltmeisterschaft

## Karrierestatistik
Stand: Ende der Saison 2024/25

### International
Vertrat Finnland bei:
| - World U-17 Hockey Challenge 2006 - U18-Junioren-Weltmeisterschaft 2007 - U20-Junioren-Weltmeisterschaft 2008 - U20-Junioren-Weltmeisterschaft 2009 - Weltmeisterschaft 2017 | - Weltmeisterschaft 2018 - Weltmeisterschaft 2021 - Olympischen Winterspielen 2022 - Weltmeisterschaft 2022 - Weltmeisterschaft 2024 |

(Legende zur Torhüterstatistik: GP oder Sp = Spiele insgesamt; W oder S = Siege; L oder N = Niederlagen; T oder U oder OT = Unentschieden oder Overtime- bzw. Shootout-Niederlage; Min. = Minuten; SOG oder SaT = Schüsse aufs Tor; GA oder GT = Gegentore; SO = Shutouts; GAA oder GTS = Gegentorschnitt; Sv% oder SVS% = Fangquote; EN = Empty Net Goal; 1 Play-downs/Relegation; Kursiv: Statistik nicht vollständig)